# Longonjo
Longonjo est une ville située dans la province de Huambo, en Angola. Sa population est estimée à 24 350 habitants en 2005.

## Source
- (en) Cet article est partiellement ou en totalité issu de l’article de Wikipédia en anglais intitulé « Longonjo » (voir la liste des auteurs).